# Tangata
Tangata là một chi nhện trong họ Orsolobidae.